# Красная Люнда
Красная Люнда (горномар. Якшар Люнда) — деревня в Юринском районе Республики Марий Эл. Входит в Марьинское сельское поселение.

## География
Находится в юго-западной части республики Марий Эл на расстоянии приблизительно 29 км по прямой на север-северо-запад от районного центра посёлка Юрино.

## История
Основана в начале 1920-х годов переселенцами из деревень Черноярие и Круглово. В 1924 году в деревне проживали 396 человек. В советское время работали колхозы «Красная Люнда», «Сталинец» и «Красный Октябрь». В 1992 году в деревне в 126 хозяйствах проживали 349 человек.

## Население
Постоянное население составляло 296 человек (русские 98 %) в 2002 году, 188 в 2010.